# 闪光灯笼鱼
闪光灯笼鱼（学名：Myctophum nitidulum）为輻鰭魚綱燈籠魚目灯笼鱼科灯笼鱼属的鱼类。分布于印度洋、太平洋、大西洋以及南海等海域，常生活于热带和亚热带海区以及垂直分布约1000-0米，體長可達8.3公分。

## 扩展阅读
維基物種上的相關：闪光灯笼鱼